# Kanton Mamers
Kanton Mamers is een kanton van het Franse departement Sarthe. Kanton Mamers maakt deel uit van het arrondissement Mamers en telde 26.403 inwoners in 2020.

## Gemeenten
Het kanton Mamers omvatte tot 2014 de volgende 18 gemeenten:
- Commerveil
- Contilly
- Les Mées
- Louvigny
- Mamers (hoofdplaats)
- Marollette
- Panon
- Pizieux
- Saint-Calez-en-Saosnois
- Saint-Cosme-en-Vairais
- Saint-Longis
- Saint-Pierre-des-Ormes
- Saint-Rémy-des-Monts
- Saint-Rémy-du-Val
- Saint-Vincent-des-Prés
- Saosnes
- Vezot
- Villaines-la-Carelle

Bij de herindeling van de kantons door het decreet van 24 februari 2014, met uitwerking op 22 maart 2015, werden daar volgende 28 gemeenten aan toegevoegd:
- Aillières-Beauvoir
- Arçonnay
- Les Aulneaux
- Avesnes-en-Saosnois
- Blèves
- Champfleur
- Chenay
- Le Chevain
- Congé-sur-Orne
- Courgains
- Dangeul
- Dissé-sous-Ballon
- Louzes
- Lucé-sous-Ballon
- Marolles-les-Braults
- Meurcé
- Mézières-sur-Ponthouin
- Moncé-en-Saosnois
- Monhoudou
- Nauvay
- Neufchâtel-en-Saosnois
- Nouans
- Peray
- René
- Saint-Aignan
- Saint-Paterne
- Thoigné
- Villeneuve-en-Perseigne

Op 1 januari 2017 werden de gemeenten Saint-Paterne en Le Chevain samengevoegd tot de fusiegemeente (commune nouvelle) Saint-Paterne - Le Chevain
Op 1 januari 2017 werd de gemeente Dissé-sous-Ballon toegevoegd aan de gemeente Marolles-les-Braults die daardoor het statuut van 'commune nouvelle' kreeg.